# オーストラリア数学会
オーストラリア数学会（英語: Australian Mathematical Society、略称：Aust MS）はオーストラリアの数学の国立学会。1956年設立。
現在の会長は Nalini Joshi。

## 出版物
3種類の数学ジャーナルを出版している。
- Journal of the Australian Mathematical Society (Series A, Pure Mathematics and Statistics)[1]
- The ANZIAM Journal (Series B, Applied Mathematics)[2]
- The Bulletin of the Australian Mathematical Society[3]

## 賞
- オーストラリア数学会賞 (Australian Mathematical Society Medal)
- George Szekeres Medal
- The ANZIAM Medal
- The J.H. Michell Medal
- The Mahler Lectureship
- B.H. Neumann Prize

## ANZIAM
ANZIAM (Australia and New Zealand Industrial and Applied Mathematics) はオーストラリアとニュージーランドにおける応用数学の発展を目的とした下部組織であり、ANZIAM Journal の刊行やANZIAM Medal の授与の他に、ANZIAM Annual Conference を開催している。日本応用数理学会とは2016年から交流している。